# Satina
Satina je pravostranný přítok řeky Ostravice v okrese Frýdek-Místek v Moravskoslezském kraji. Délka toku činí 7,4 km. Plocha povodí měří 7,6 km².

## Průběh toku
Bystřina pramení v Moravskoslezských Beskydech na severozápadním svahu Lysé hory v nadmořské výšce okolo 1025 m. Potok je součástí přírodní památky Vodopády Satiny a přírodní rezervace Malenovický kotel. Horní a střední tok potoka je v katastru obce Malenovice. Horní tok potoka a vytváří asi 1 km dlouhou a v některých místech až 15 m hlubokou soutěsku s množstvím strmých břidlicových stěn, malých vodopádů, peřejí a jiných vodních útvarů, která je důvodem ochrany území.  Podél potoka vede několik cest a silnic, ale kvůli strmým skalním stěnám je potok těžko přístupný. Dolní tok potoka protéká obcí Nová Ves města Frýdlant nad Ostravicí.

## Zajímavosti
Podle pověsti pramení Satina v Černém jezeře, které se nachází uvnitř Lysé hory a které se v soudný den vylije a zalije celý svět.

## Galerie

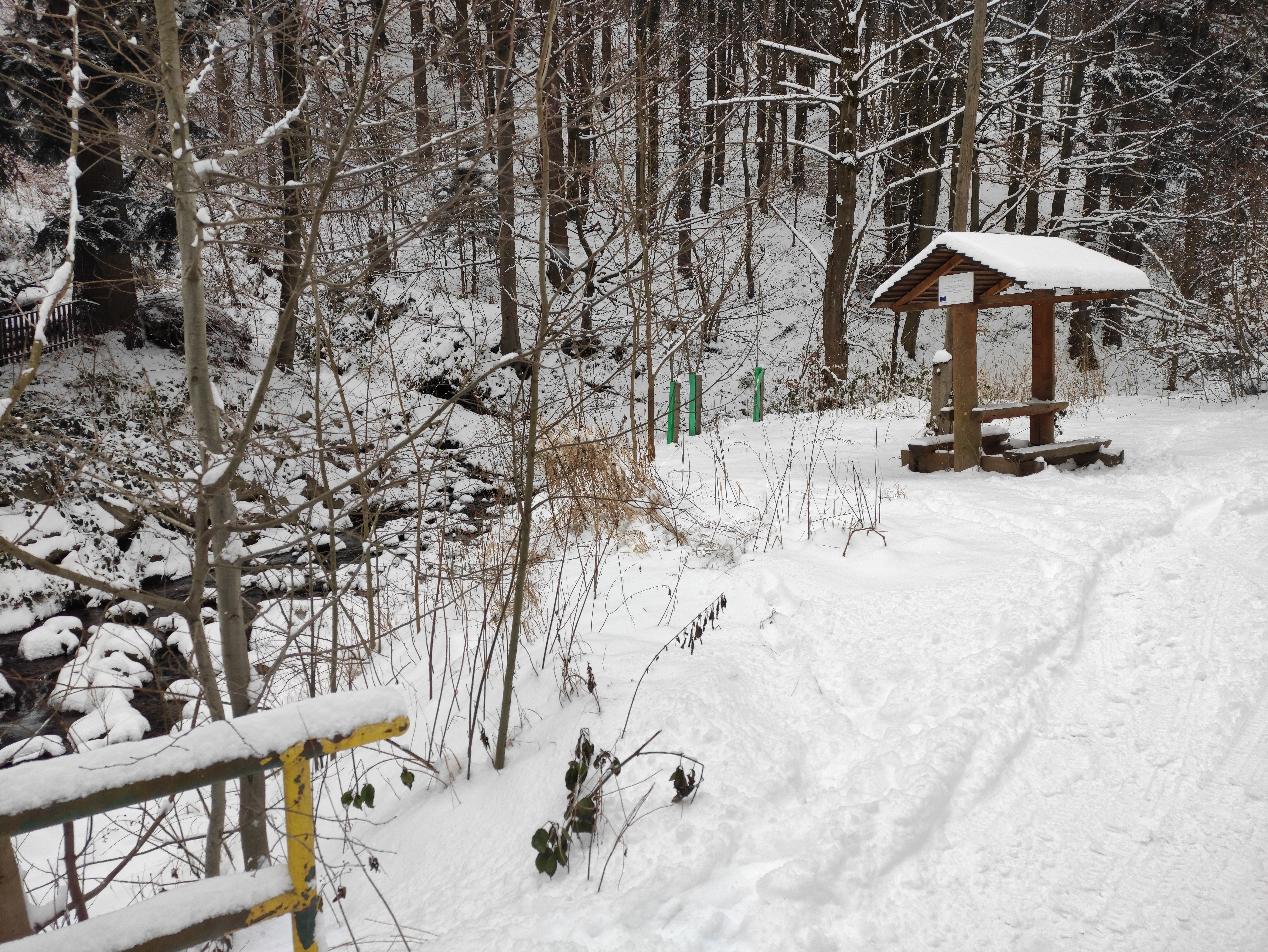
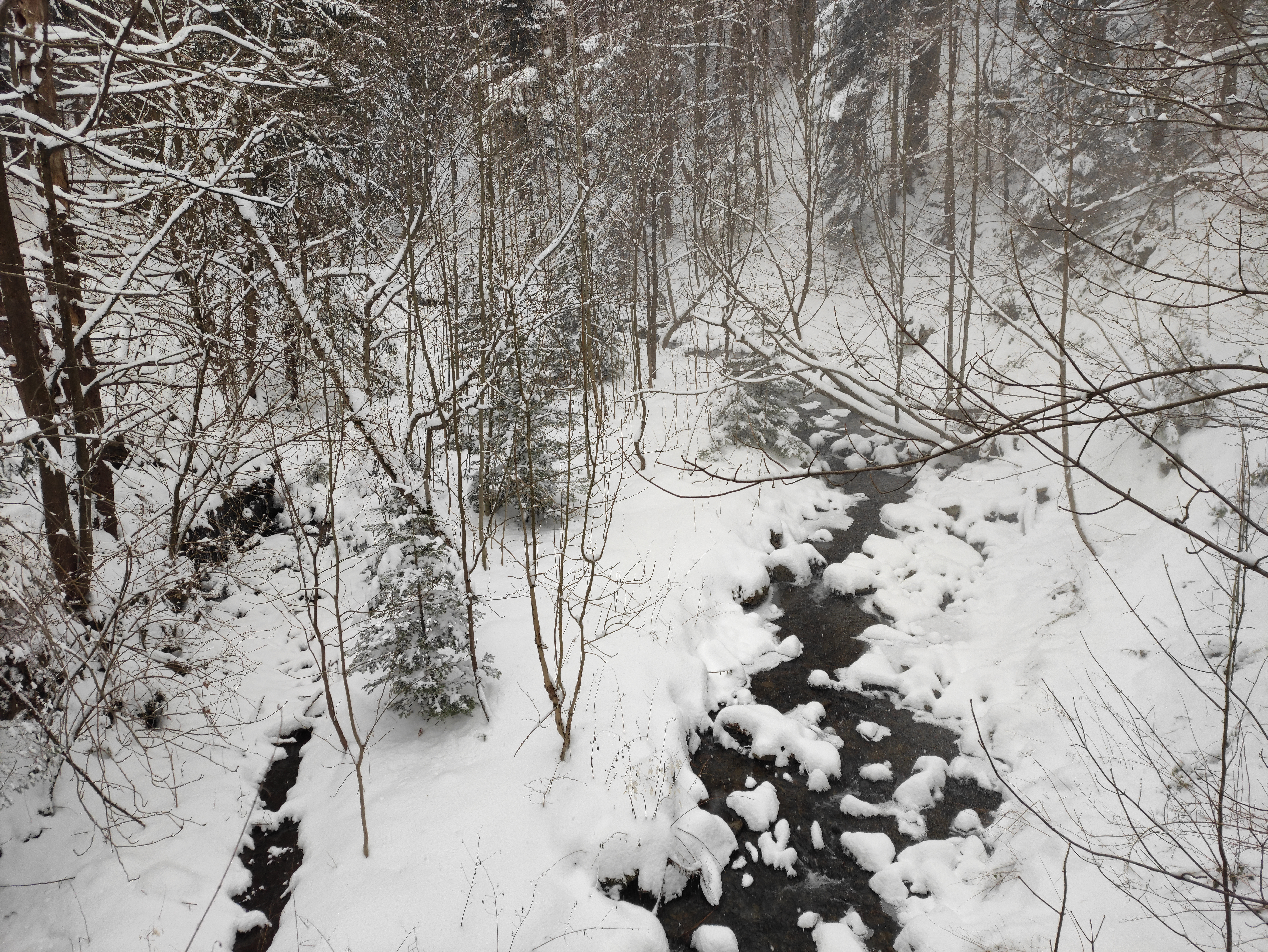
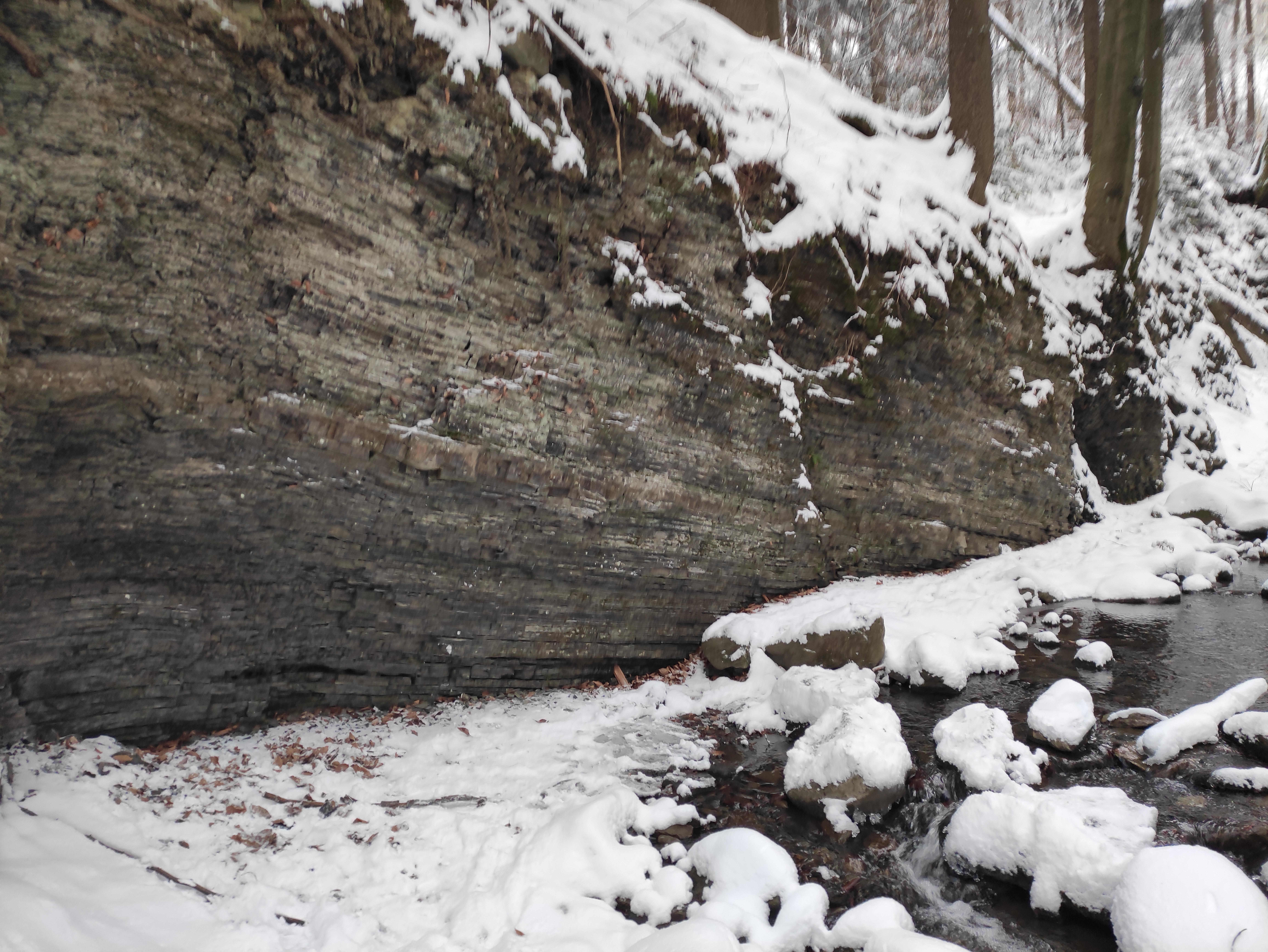
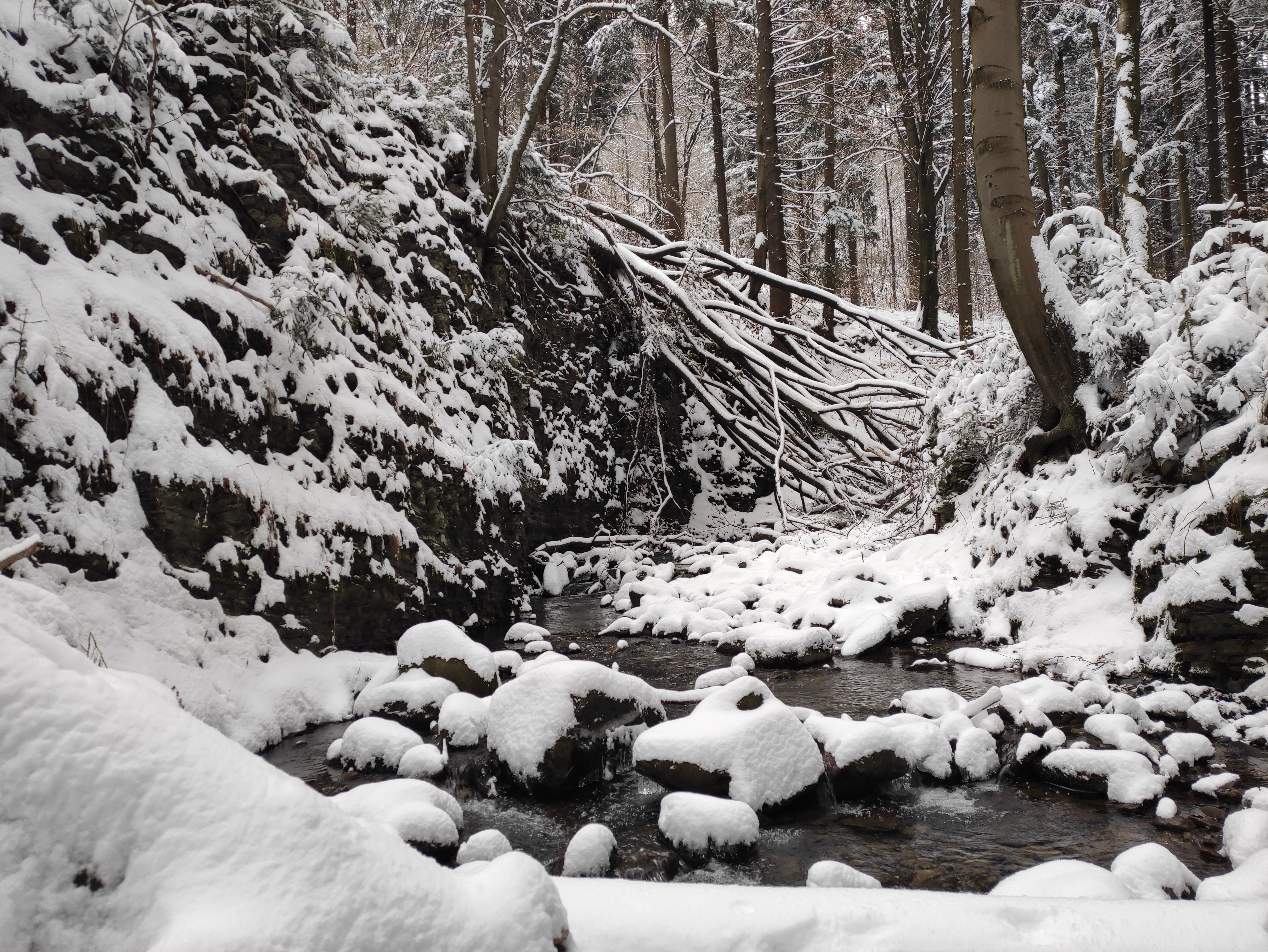